# Тирфи Цегайе
Тирфи Цегайе Бейен — эфиопская легкоатлетка, которая специализируется в марафоне. Серебряная призёрка чемпионата мира по полумарафону в командном первенстве, а также заняла 6-е место в личном первенстве. Серебряная призёрка Туринского марафона 2009 года с результатом 2:29.04. Заняла 2-е место на Парижском полумарафоне 2010 года. Победительница Парижского марафона 2012 года. Серебряная призёрка Берлинского марафона 2012 года с личным рекордом.
25 января 2013 года стала победительницей Дубайского марафона с результатом 2:23.23. За победу ей вручили денежный приз в размере 200 000 долларов США. 27 октября 2013 года заняла 7-е место на Франкфуртском марафоне, показав время 2:26.57.

## Сезон 2014 года
28 сентября выиграла Берлинский марафон с личным рекордом — 2:20.18.